# Voloske, Dnipro
Voloske (în ucraineană Волоське) este localitatea de reședință a comunei Voloske din raionul Dnipro, regiunea Dnipropetrovsk, Ucraina.

## Demografie
Componența lingvistică a localității Voloske
     Ucraineană (92,29%)
     Rusă (6,53%)
     Alte limbi (0,37%)
Conform recensământului din 2001, majoritatea populației localității Voloske era vorbitoare de ucraineană (92,29%), existând în minoritate și vorbitori de rusă (6,53%).